# Alina Kabata-Pendias
Alina Kabata-Pendias (ur. 8 września 1929 w Baranowiczach, zm. 3 kwietnia 2019) – polska naukowiec działająca w obszarze biogeochemii i gleboznawstwa, profesor nauk rolniczych związana z Instytutem Uprawy, Nawożenia i Gleboznawstwa w Puławach (IUNG) oraz Państwowym Instytutem Geologicznym (PIG). Specjalistka w zakresie biogeochemii pierwiastków śladowych.
Była żoną Henryka Pendiasa, geologa i geochemika z PIG-u.

## Młodość
Alina Kabata była córką Heleny, z domu Wojciechowicz, oraz Piotra Kabaty, polskiego oficera, ówcześnie w Korpusie Ochrony Pogranicza. Dzieciństwo spędziła w różnych miejscowościach na Kresach Wschodnich II Rzeczypospolitej. W trakcie II wojny światowej cała rodzina przedostała się na Kielecczyznę w Generalnym Gubernatorstwie. Od 1940 r. ojciec działając pod pseudonimami „Żar” i „Wujek” był komendantem Podobwodu AK Szydłów i dowodził samodzielnym oddziałem dywersyjnym. Podobnie jak pozostali członkowie rodziny, młoda Alina była zaangażowana w działalność polskiego ruchu oporu (pseudonim „Cicia”). Jej bratem był Zbigniew Kabata.

## Praca naukowa
W 1949 r. uzyskała tytuł inżyniera rolnika w Wyższej Szkole Gospodarstwa Wiejskiego w Cieszynie i zaczęła pracę w Zakładzie Gleboznawstwa Państwowego Instytutu Naukowego Gospodarstwa Wiejskiego w Puławach (później: Instytut Uprawy, Nawożenia i Gleboznawstwa). W 1950 roku obroniła pracę pt. „Występowanie miedzi w glebach rejonu świętokrzyskiego” i uzyskała stopień magistra na Uniwersytecie Marii Curie-Skłodowskiej w Lublinie. Podczas studiów doktoranckich odbyła starze naukowe w Politechnice Warszawskiej, Instytucie Polarograficznym w Pradze i w Macaulay Institute for Soil Research w Aberdeen. Pracę doktorską pt. „Zawartość Co, Cu i Ni w ważniejszych glebach oraz sianie nadnoteckich i nadbużańskich terenów łąkowych” obroniła w IUNG w 1957 r. W latach 1958–1959 jako stypendystka Fundacji Rokefellera pracowała w U.S. Plant, Soil and Nutrition Laboratory w Ithace. W 1959 r. przyczyniła się do powstania w IUNG Laboratorium Mikroelementów, którym kierowała do 1991 r. Od 1960 r., oprócz zatrudnienia w IUNG, rozpoczęła pracę w Zakładzie Petrografii i Mineralogii, Państwowego Instytutu Geologicznego w Warszawie. Stopień doktora habilitowanego uzyskała 15 stycznia 1966 r. w Wyższej Szkole Rolniczej w Lublinie za pracę pt. „Badania geochemiczno-mineralogiczne gleb wytworzonych z granitów i bazaltów Dolnego Śląska”. Tytuł profesora nadzwyczajnego uzyskała w 1974 r., zaś profesora zwyczajnego w 1984 r. W PIG w Warszawie pracowała do 1990 r., zaś w IUNG w Puławach do roku 2003.
Główne zainteresowania badawcze obejmowały m.in. analizę zależności pomiędzy zawartością pierwiastków śladowych w roztworze glebowym i w roślinach, ocenę wpływu właściwości gleb na zawartość i formy pierwiastków śladowych, ocenę „tła naturalnego” pierwiastków śladowych w glebach; wykorzystanie metod fitoindykacji w celu analizy stopnia zanieczyszczenia gleb metalami, transport metali w łańcuchu pokarmowym człowieka, a także zawartość pierwiastków śladowych w zwietrzelinach różnych rodzajów skał. Wiele z zagadnień rozwijanych przez Alinę Kabatę-Pendias miało charakter nowatorski, co zapewniło jej pozycję niekwestionowanego eksperta i międzynarodowego autorytetu w dziedzinie biogeochemii mikroelementów.
Była kierowniczką lub wykonawcą wielu projektów naukowych, w tym trzech we współpracy z USDA Agricultural Research Service: Distribution of micronutrients among soil minerals (1961–1966), The occurence and behaviour of trace elements in residual soils (1969–1975) oraz The impact of copper mining and industrial activity of Lower Silesia on the chemical composition of plants (1975– 1979). Była konsultantem i wykładowcą dla FAO, UNEP, MAB, SCOPE, SETAC i IUPAC. Była promotorem siedmiu prac doktorskich. Opublikowała ponad 300 prac naukowych, wiele o zasięgu międzynarodowym, w tym książki w języku polskim, angielskim i rosyjskim. Praca jej zespołu „Ocena stopnia zanieczyszczenia gleb metalami ciężkimi i siarką. Ramowe wytyczne dla rolnictwa” była między 1993 a 2002 r. jedynym źródłem oceny stopnia zanieczyszczenia środowiska pierwiastkami śladowymi w Polsce. Aktywnie uczestniczyła w pracach licznych komitetów Polskiej Akademii Nauk, w tym przewodniczyła Komisji Analizy dla Potrzeb Rolnictwa PAN i Zespołowi MAB-9 Komitetu „Człowiek i Środowisko” PAN. Była członkiem wielu towarzystw naukowych, m.in. Polskiego Towarzystwa Gleboznawczego, Polskiego Towarzystwa Mineralogicznego i Polskiego Towarzystwa Geologicznego, a także International Union of Soil Sciences, Society for Environmental Geochemistry and Health, International Association for Study of Clay, New York Academy of Science oraz zasiadała w prezydium International Society of Trace Element Biochemistry.

## Odznaczenia
Alina Kabata-Pendias była wielokrotnie nagradzana za swoje osiągnięcia. Do najważniejszych należą:
- Złota Odznaka PTG (1972)
- Złoty Krzyż Zasługi (1979)
- Krzyż Kawalerski Orderu Odrodzenia Polski (1990)
- Odznaka Żołnierzy AK (1992)
- Krzyż Armii Krajowej (1994)
- zespołowa nagroda Dyrektora IUNG (1994)
- Krzyż Partyzancki (1995)
- Złota Odznaka Ministerstwa Środowiska i Gospodarki Wodnej (1995)
- zespołowa nagroda I stopnia przyznana przez Ministra Rolnictwa i Gospodarki Żywnościowej (1995)
- Odznaka Weteranów Walk o Niepodległość (1996)
- Medal Rektora Akademii Rolniczej w Lublinie (1999)
- Medal Phillipa Duchaufoura (2007)
- Medal 75-lecia Polskiego Towarzystwa Gleboznawczego (2012)